# 孙成
孙成（？—789年），字退思，一作思退，唐朝官员，博州武水（今山东省聊城市西南）人，一作潞州涉县（今山西省涉县）人，封樂安孝男。

## 生平
以父荫历任云阳县尉、长安县尉。转任监察御史、殿中侍御史。陇右副元帅李抱玉表奏他充任掌书记，入朝为屯田员外郎、司勋员外郎。为母丁忧，终制，出为洛阳县令、长安县令。其兄孙宿为华州刺史，因失火惊惧，喑哑失音。孙成没有请示而去华州探视。唐代宗嘉赏其悌，没有责备。再任仓部郎中、京兆少尹。杨炎陷害刘晏时，遣心腹分往诸道宣慰：孙成去泽潞、磁邢、幽州；裴冀去东都、河阳、魏博；卢东美去河南、淄青；李舟去山南、湖南；王定去淮西。后来，孙成出为信州刺史，当年大旱，发粮仓以低价卖给百姓，于是岁饥而不逃亡。增户五千，信州人请立碑颂德，皇帝下诏书褒美。转任苏州刺史。贞元四年（788年），改为桂州刺史、御史中丞、桂管观察使。贞元五年（789年）去世。孙成通经术，奏议守正。曾经服有期丧，吊客至，孙成不换縗衣而见。客人疑惑，问他原因，他说："縗衣是古时居丧常服，脱去就是则废丧。现在穿巾幞，就不对了。

## 家族
- 父亲：孙逖
  - 兄：孙宿，河东掌记，唐代宗时为刑部郎中、中书舍人，出为华州刺史
    - 侄子：孙公器，信州刺史、邕管经略使（《新唐书》本传作孙成之子）
      - 侄孙：孙简，字枢中，举进士，官至兵部尚书
        - 侄曾孙：孙纾，登进士第，工部员外郎
        - 侄曾孙：孙徽，登进士第，常州刺史

      - 侄孙：孙范，举进士，官至监察御史

  - 兄：孙绛，右补阙
  - 孙成
    - 子：孙惟肖，監察御史
      - 孙：孙匡辟，白水主簿
      - 孙：孙匡方
        - 曾孙：孙棨，字文威，中書舍人

    - 子：孙保衡，鄂州節度判官、檢校司封郎中
    - 子：孙微仲，沔州刺史
      - 孙：孙庶立，熒澤尉

    - 子：孙審象，汝州司馬
      - 孙：孙履度，南陵尉
      - 孙：孙方紹，登州刺史
      - 孙：孙簧
        - 曾孙：孙諫

      - 孙：孙尚復，德清令
      - 孙：孙贄
      - 孙：孙侀，江都尉
- 叔父：孙遹，左武卫兵曹
- 叔父：孙遘，亳州长史，玄孙孙偓
- 叔父：孙造，詹事司直[3]